# 塩狩ヒュッテユースホステル
塩狩ヒュッテユースホステル（しおかりヒュッテユースホステル）は日本ユースホステル協会に加盟している、北海道和寒町塩狩にあるユースホステル。2013年6月に開館。
2006年に閉館（休館は2005年）となった塩狩温泉ユースホステルの所在した場所の近傍に位置する。

## アクセス
- JR宗谷本線塩狩駅徒歩2分
- JR宗谷本線旭川駅からバスで名寄行50分塩狩下車徒歩1分